# Sherita Hill Golden
Sherita Hill Golden is een Amerikaans arts. Ze is Hugh P. McCormick Family Professor of Endocrinology and Metabolism aan de Johns Hopkins-universiteit. Ze is tevens vicepresident en chief diversity officer. Haar onderzoek betreft biologische en systeeminvloeden op diabetes en de gevolgen van deze ziekte. In 2021 werd ze verkozen tot Fellow of National Academy of Medicine.

## Biografie
Golden werd geboren in Maryland. Ze was een bachelorstudent aan de Universiteit van Maryland, College Park waar ze summa cum laude afstudeerde. Ze behaalde haar medische graad aan de School of Medicine van de Universiteit van Virginia, waar ze lid was van de honor society Alpha Omega Alpha. Ze was de eerste Afro-Amerikaanse ontvanger van de C. Richard Bowman Scholarship vanwege "excellence, leadership and an extraordinary commitment to her field and she has used her talents as a positive force for change". Hoewel ze oorspronkelijk kindergeneeskundige wilde worden, raakte ze in Virginia geïnspireerd door een expert op het gebied van diabetes en wijzigde ze haar specialiteit. In die tijd was diabetes een groeiende epidemische bedreiging van de publieke gezondheid en Golden werd bezorgd over de fysieke en mentale impact ervan. Ze oefende in interne geneeskunde aan de Johns Hopkins-universiteit waar ze tegelijkertijd een master behaalde in health science. Ze werd verkozen tot de Delta Omega honor society aan de Johns Hopkins Bloomberg School of Public Health.

## Onderzoek en carrière
Goldens onderzoek betreft glucosehuishouding in de lichamen van diabetespatiënten. In 2003 werd ze aangesteld als directeur van het Johns Hopkins Hospital Inpatient Glucose Management Program, een positie die zij behield tot 2018 Meer specifiek onderzoekt Golden de structurele ongelijkheden die de behandeling van etnische minderheden beïnvloeden. Deze groepen leven in de Verenigde Staten vaak in gemeenschappen die over minder middelen beschikken. Ze riep op tot meer boerenmarkten, mogelijkheden om gezond voedsel te bestellen bij bibliotheken en traditionelere kruidenierswinkels in achtergestelde gemeenschappen. Golden riep tevens aanbieders van gezondheidszorg op tot training op het gebied van antiracisme en onbewuste vooroordelen. Deze trainingen kunnen helpen om verkeerde diagnoses en behandelingen van aandoeningen bij zwarte patiënten te voorkomen en zijn succesvol toegepast aan de Johns Hopkins-universiteit. Golden was de eerste die het verband aantoonde tussen depressie en diabetes. Volgens haar heeft iemand die aan depressie leidt, een grotere kans om diabetes te krijgen. Andersom leidt diabetes tot het kunnen inschatten van de kans op het ontwikkelen van een depressie.
Als vice-voorzitter van het Department of Medicine aan de Johns Hopkins-universiteit zorgde Golden ervoor dat de behandeling van diabetes gebaseerd werd op bewezen strategieën en ontwikkelde ze de Journeys in Medicine-sessies met gastsprekers, wat uitgroeide tot een belangrijk burgerinitiatief. Zij werkte samen met de lokale gemeenschap om de maatschappelijke onrust te bedwingen na de dood van Freddie Gray in 2015. In 2018 werd Golden verkozen als bestuurslid van de American Diabetes Association.

## Prijzen en onderscheidingen
- Innovations in Clinical Care Award, 2015[3]
- American Diabetes Association Diabetes Hero Award, 2015[4]
- Universiteit van Virginia Walter Reed Distinguished Achievement Award, 2017[7]
- Jaarlijkse Women Worth Watching Award, 2018[8]
- Universiteit van Virginia Distinguished Alumna Award, 2019[4]
- Verkozen tot lid van de National Academy of Medicine, 2021[9]